# موتلاتسي مسيلة
موتلاتسي ماسييلا (بالإنجليزية: Motlatsi Maseela)‏ (مواليد 4 أكتوبر 1971 في ليسوتو) هو لاعب كرة قدم، لعب مدافِعًا. ظهر في 84 مباراة دولية وسجل هدفًا واحدًا لمنتخب ليسوتو بين عامي 1995 و2004.

## روابط خارجية
- موتلاتسي مسيلة على موقع قاعدة بيانات كرة القدم.إي يو (الإنجليزية)
- موتلاتسي مسيلة على موقع ناشيونال فوتبول تيمز (الإنجليزية)